# Hari Fitrianto
Hari Fitrianto, né le 20 juin 1985, est un coureur cycliste indonésien.

## Palmarès sur route

### Par année
- 2010
  - 1re (contre-la-montre par équipes) étape du Tour d'Indonésie
  - 3e du Tour de Java oriental
- 2012
  - 2e du Tour de Jakarta
- 2013
  - 2e du Tour de Java oriental
  - 2e du Tour de Siak
- 2015
  - 2e du Tour de Bornéo
- 2017
  - 3e de la Sri Lanka T-Cup

### Classements mondiaux
| Année         | 2006 | 2007 | 2008 | 2009 | 2010 | 2011 | 2012 | 2013 | 2014 |
| ------------- | ---- | ---- | ---- | ---- | ---- | ---- | ---- | ---- | ---- |
| UCI Asia Tour | 209e | 245e | 130e | 128e | 110e | 122e | 67e  | 63e  | 306e |